# Municipio de Egelston
El municipio de Egelston (en inglés: Egelston Township) es un municipio ubicado en el condado de Muskegon en el estado estadounidense de Míchigan. En el año 2010 tenía una población de 9909 habitantes y una densidad poblacional de 106,9 personas por km².

## Geografía
El municipio de Egelston se encuentra ubicado en las coordenadas 43°15′25″N 86°4′57″O / 43.25694, -86.08250. Según la Oficina del Censo de los Estados Unidos, el municipio tiene una superficie total de 92.7 km², de la cual 82.76 km² corresponden a tierra firme y (10.72%) 9.94 km² es agua.

## Demografía
Según el censo de 2010, había 9909 personas residiendo en el municipio de Egelston. La densidad de población era de 106,9 hab./km². De los 9909 habitantes, el municipio de Egelston estaba compuesto por el 93.09% blancos, el 1.21% eran afroamericanos, el 1.07% eran amerindios, el 0.35% eran asiáticos, el 0.01% eran isleños del Pacífico, el 1.22% eran de otras razas y el 3.05% pertenecían a dos o más razas. Del total de la población el 5.19% eran hispanos o latinos de cualquier raza.